# Brix
Brix [bʁiː] ist eine französische Gemeinde mit 2146 Einwohnern (Stand 1. Januar 2022) im Département Manche in der Region Normandie. Die Einwohner werden auch Brions (im Plural, sonst Brion im Singular) genannt.

## Geographie
Die Gemeinde befindet sich auf der Halbinsel Cotentin, rund 10 km nordwestlich von Valognes, 10 km nordöstlich von Bricquebec  und 13 km südlich von Cherbourg-Octeville. Nachbargemeinden sind La Glacerie im Norden, Le Mesnil-au-Val im Nordosten, Saussemesnil im Osten, Saint-Joseph im Südosten, Négreville im Süden, Sottevast und Rauville-la-Bigot im Südwesten, Breuville und Saint-Martin-le-Gréard im Westen sowie Tollevast im Nordwesten.

### Verkehrsanbindung
Brix wird von der vom Département Manche betriebenen Buslinie Manéo Nr. 1 angefahren (Buslinie Saint-Lô-Carentan-Valognes-Cherbourg-Octeville). Das Gemeindegebiet wird von der Nationalstraße N13 durchquert.

## Geologie
Brix liegt im Armorikanischen Massiv. In einem großen Steinbruch wird armorikanischer Sandstein gewonnen.

## Toponymie
Die Herkunft des Namens ist ungewiss. Im 9. Jahrhundert ist der Ort als Brutius erwähnt, dann Bruis, Bruiz vom 12. Jahrhundert bis zum 14. Jahrhundert, was sowohl Brix auf Französisch wie Brus auf Anglo-Normannisch und Bruce auf Englisch erklärt (siehe Persönlichkeiten).
|  |  |

## Geschichte
1929 gab Brix (genauso wie  Négreville und Tamerville) einen Teil ihres Gebiets an die Gemeinde Saint-Joseph ab, die damals noch nicht existierte.

## Bevölkerungsentwicklung
| Jahr      | 1962 | 1968 | 1975 | 1982 | 1990 | 1999 | 2011 | 2018 |
| Einwohner | 1447 | 1357 | 1323 | 1600 | 1828 | 1928 | 2069 | 2157 |

## Persönlichkeiten
In Brix wurde Robert (oder Adam) de Bruis, ein normannischer Ritter, der zusammen mit Wilhelm dem Eroberer nach England gezogen ist, geboren. Er wurde Ahnherr des Clans Bruce, der in Schottland zwei Könige stellte.
Der Familienname Bruce ist in England weit verbreitet und sogar zu einem Vornamen geworden.